# Catulle Mendès
Abraham Catulle Mendès (Bordeaux, 22 marzo 1841 – Saint-Germain-en-Laye, 7 febbraio 1909) è stato un poeta, scrittore e librettista francese.

## Biografia
Mendès nacque a Bordeaux, nella Guascogna, figlio di Tibulle Abraham Mendès, un negoziante d'origini ebraico-portoghesi, e di Suzanne Brun, una cattolica praticante. Cresciuto a Tolosa, si trasferì a Parigi nel 1859, dove fondò nel 1860 La Revue fantaisiste, tra i cui collaboratori vi fu Villiers de l'Isle-Adam. Nel 1863 pubblicò  Philoméla, prima raccolta di sue poesie, e nel 1866 sposò la scrittrice Judith Gautier, figlia dell'amico Théophile. Appassionato di musica, si proclamò seguace delle teorie di Richard Wagner dopo un viaggio in Germania. Fu tra i promotori della corrente poetica del Parnasse con Louis-Xavier de Ricard, Leconte de Lisle, François Coppée, Léon Dierx, José Maria de Hérédia e Théodore de Banville e ne scrisse la storia ne La Légende du Parnasse contemporain.
Iniziata, poco dopo il matrimonio, una relazione con la musicista Augusta Holmès, si separò nel 1878 dalla moglie, e dalla Holmès ebbe cinque figli: Raphaël, Huguette, Claudine, Hélyonne e Marthian, ma i due si lasciarono nel 1886. Legatosi alla poetessa Jeanne Nette, la sposò e ne ebbe il figlio Primice Catulle. L'8 giugno 1891 si batté, senza conseguenze, in duello con René d'Hubert, direttore del giornale Gil Blas. Da un'altra relazione con l'attrice Marguerite Moreno ebbe un ultimo figlio.
Nel 1899 incontrò, presso il caffè letterario Chez Pousset, Claude Debussy; quando ascoltò i Cinq poèmes de Baudelaire ne rimase colpito e offrì la sua collaborazione al musicista. Avendo realizzato da tempo una stesura per il testo di Rodrigue et Chimène, tratto dalla storia del Cid, chiese al compositore di musicarla. Debussy accettò, ma non terminò mai l'opera.
Morì in circostanze non chiarite il 7 febbraio 1909, quando il suo corpo fu trovato senza vita nel tunnel ferroviario di Saint-Germain-en-Laye. Si suppone che avesse aperto la porta del suo vagone credendo di essere giunto a destinazione.
Catulle Mendès fu membro della Massoneria.
Oltre alle poesie, scrisse opere teatrali e racconti erotici. La sua opera, apprezzata da Verlaine, è l'espressione del decadentismo fine secolo: preziosa e ricercata, è però piuttosto superficiale.

## Opere

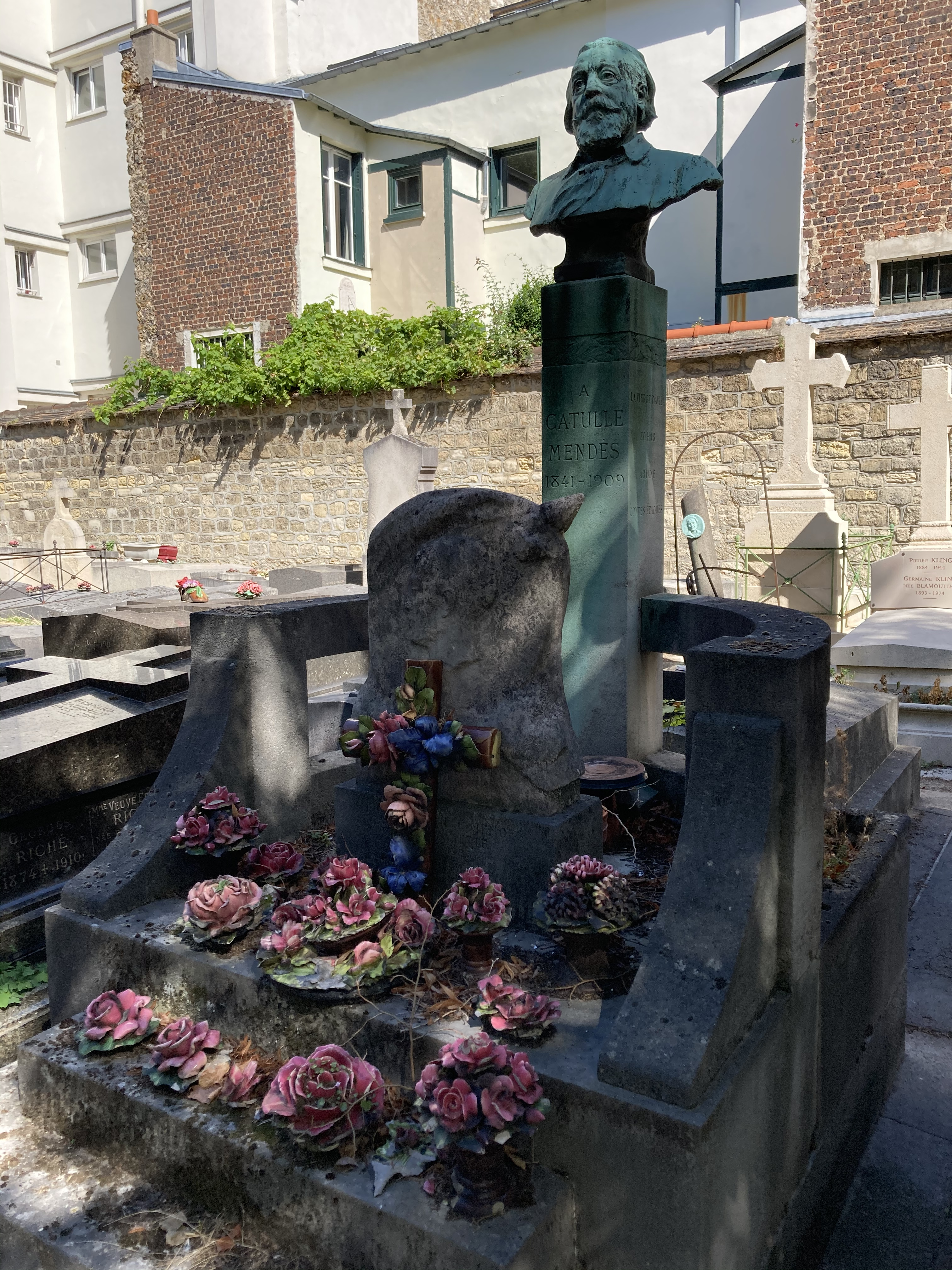
Tomba al cimitero di Montparnasse.

Una raccolta parziale delle sue opere:

### Poesie
- Philoméla (1863)
- Poésies, première série (1876)
- Soirs moroses, Contes épiques, Philoméla, etc; Poésies (7 volumi - 1885)
- Les Poésies de Catulle Mendès (3 volumi - 1892)
- La Grive des vignes (1895)

### Opere teatrali
- La Part du roi (1872)
- Les Frères d'armes (1873)
- Justice (1877)
- Gwendoline (1886)
- Briséïs (1897)
- La Femme de Tabarin (1887)
- Isoline (1888)
- Médée (1898)
- La Reine Fiammette (1898)
- Le Cygne (1899)
- La Carmélite (1902)
- Le Fils de l'étoile (1904)
- Scarron (1905)
- Glatigny (1906)

- Libretti d'opera
  - Rodrigue et Chimène (1878), musica di Claude Debussy (incompiuta)
  - Ariane (1906), musica di Jules Massenet
  - Bacchus (1909) musica di Jules Massenet

### Racconti
- Le Roi vierge (1880)
- La Maison de la vielle (1894)
- Gof (1897).